# Chokri El Ouaer
Chokri El Ouaer (em árabe: شكري الواعر - Túnis, 15 de agosto de 1966) é um ex-futebolista tunisiano que atuava como goleiro. Foi titular de sua seleção na Copa do Mundo FIFA de 1998. 

## Carreira
El Ouaer dedicou quase toda a carreira ao Espérance Sportive de Tunis, onde atuou entre 1986 e 2001, quando teve uma rápida e despercebida passagem pelo Genoa Cricket and Football Club italiano entre 2001 e 2002, e retornou ao Espérance nesse mesmo ano, quando pendurou as luvas às vésperas da Copa do Mundo FIFA de 2002, em decorrência de um problema nas costas.
El Ouaer, considerado o melhor goleiro da Tunísia e um dos melhores futebolistas de todos os tempos do país do norte da África, disputou quase 100 partidas pelas Águias de Cartago, mas esse número é contestado pela FIFA.

### Polêmicas
El Ouaer chamou a atenção em dezembro de 2000, quando foi acusado de simular uma contusão na final da Liga dos Campeões da CAF entre Espérance e Hearts of Oak. Durante uma parada longa, o goleiro correu para o meio-campo com o sangue escorrendo pelo lado do seu rosto. Afirmava que fora atingido por um objeto afiado atirado pelos espectadores, o árbitro flagrou o jogador provocar o ferimento em si mesmo. Quanto ao jogo, o Espérance perdeu por 3 a 1.